# Alaimus thamugadi
Alaimus thamugadi is een rondwormensoort uit de familie van de Alaimidae.